# أنابسكايا
أنابسكايا (بالروسية: Анапская) هي مدينة في مقاطعة كراسنودار كراي في روسيا.